# ФК Долина
ФК Долина је фудбалски клуб из Падине, Србија, и тренутно се такмичи у Српској лиги Војводина, трећем такмичарском нивоу српског фудбала.
У сезони 2012/13. Долина се као првак Српске лиге Војводина пласирала у Прву лигу Србије, други такмичарском нивоу српског фудбала, али се након једне сезоне вратила у Српску лигу пошто је заузела 14. место.